# Anna Rokita
Anna Natalia Rokita (* 30. Jänner 1986 in Innsbruck) ist eine österreichische Eisschnellläuferin.

## Karriere
Anna Rokita wuchs als Tochter eines in Österreich geborenen Polen in Tirol auf. Ihren ersten Erfolg feierte sie mit der Bronzemedaille bei den Österreichischen Meisterschaften 2001 im Mehrkampf. Im gleich Jahr startete sie daraufhin bei der Mehrkampf-Juniorenweltmeisterschaft in Groningen, wo sie den 24. Platz erreichte. Ein Jahr später in Ritten erreichte sie den 13. Platz. Nach drei weiteren Starts bei Juniorenweltmeisterschaften 2003, 2004 und 2005 und dem ersten österreichischen Meistertitel 2003 in Innsbruck im Sprint, startete sie 2005 erstmals bei der Mehrkampfeuropameisterschaft in Heerenveen. Auf Anhieb erreichte sie den 15. Platz. Bei der Winter-Universiade 2005 in ihrer Heimat Innsbruck gewann sie über 5000 Meter die Silbermedaille. Bei den Olympischen Spielen in Turin 2006 erreichte sie über die Distanz von 3000 Meter in einer Zeit von 4:12,87 min den 16. Rang. Im Wettbewerb über 1500 Meter belegte die erst 18-jährige Tirolerin mit einer Zeit von 2:02,19 min den 27. Platz und über 5000 Meter erreichte sie Rang 12. Noch im selben Jahr startete Rokita bei der Eisschnelllauf-Mehrkampfweltmeisterschaft 2006 in Calgary und belegte dort den 22. Platz. Bei der Eisschnelllauf-Mehrkampfeuropameisterschaft 2007 in Ritten erreichte sie wie bereits ein Jahr zuvor Platz 15. Auch 2008 in Kolomna kam sie über den 15. Platz nicht hinaus. Von 2005 bis 2014 war Rokita im Heeressportzentrum des Österreichischen Bundesheers aktiv.